# René Crevel
 René Crevel  (10. srpna 1900 Paříž – 18. června 1935 Paříž) byl francouzský surrealistický básník a spisovatel.

## Životopis
Po maturitě studoval práva a literaturu na Sorbonně, ale školu brzy opustil. Během své vojenské služby se setkal s Rogerem Vitracem a Maxem Morisem. V roce 1921 se seznámil také s André Bretonem a připojil se k surrealistům. Na konci roku 1922 přivedl surrealistickou skupinu k výzkumům "umělých spánků".
V říjnu 1925 byl exkomunikován ze surrealistického hnutí. Tehdy poznal Tristana Tzaru a připojil se k hnutí Dada. V roce 1926 byla u něho diagnostikována tuberkulóza. V roce 1929 ho exulant Lev Trockij přivedl k opětovnému navázání spolupráce se surrealisty, ale brzy byl vyčerpán snahou propojit surrealisty a komunisty. Od roku 1927 byl členem Parti communiste français, ze které byl v roce 1933 vyloučen a zůstal věrný Bretonovi.
V roce 1935 se angažoval v přípravě Mezinárodního kongresu spisovatelů na ochranu kultury, jehož se měla účastnit i surrealistická skupina s Bretonem jako jejím mluvčím. Po roztržce s Erenburgem, který zastupoval sovětskou delegaci, byl Breton z kongresu vyloučen. René Crevel, který se nesmířil s nepřítomností surrealistů na tomto kongresu, propadl deziluzi a znechucení. Navíc se 16. června dozvěděl, že trpí tuberkulózou ledvin, když se domníval, že již byl vyléčen. Následující noc spáchal sebevraždu plynem ve svém bytě a zanechal stručný vzkaz: Prosím, spalte mě. Zhnusení!.

## Spisy
- Détours (1924, Okliky),
- Mon Corps et moi (1925, Mé tělo a já)
- La Mort difficile (1926, Těžká smrt)
- Babylone (1927, Babylon)
- L'Esprit contre la raison, (1928)
- Êtes-vous fous? (1929, Zešíleli jste?)
- Le Clavecin de Diderot (1932, Diderotův klavír) – eseje
- Les Pieds dans le plat (1933, Na rovinu)
- Le Roman cassé et derniers écrits (1934-1935, Zničený román a jiné spisy)

### České překlady
- Těžká smrt, překlad Václav Holzknecht, KDA, svazek 187, Praha: Kamilla Neumannová, 1929
- Diderotův klavír, překlad Jan Vaněk, Liberec: Dauphin 1996, ISBN 80-86019-02-0